# Pankow (deutsche Band)/Diskografie
Diese Diskografie ist eine Übersicht über die musikalischen Werke der deutschen Rock-Musikgruppe Pankow. Enthalten sind außerdem Filme, in denen die Band live aufgetreten ist bzw. in denen ihr Schaffen dokumentiert wurde. Die aufgeführten Label beziehen sich nur auf die Erstveröffentlichung.

## Alben

### Studioalben
| Jahr | Titel                 | Musiklabel    | Anmerkungen                            |
| ---- | --------------------- | ------------- | -------------------------------------- |
| 1983 | Kille Kille           | Amiga         |                                        |
| 1985 | Hans im Glück         | Amiga         | Mischung von Studio- und Liveaufnahmen |
| 1986 | Keine Stars           | Amiga, Teldec |                                        |
| 1988 | Aufruhr in den Augen  | Amiga, Ariola |                                        |
| 1994 | Vierer Pack           | Buschfunk     |                                        |
| 1996 | Paparazzia            | Grauzone      |                                        |
| 1997 | Am Rande vom Wahnsinn | Grauzone      |                                        |
| 2006 | Nur aus Spass         | Buschfunk     |                                        |
| 2011 | Neuer Tag in Pankow   | Buschfunk     |                                        |

### Gemeinschaftsalben
| Jahr | Titel            | Musiklabel | Anmerkungen                                                                                       |
| ---- | ---------------- | ---------- | ------------------------------------------------------------------------------------------------- |
| 1992 | Ende der Märchen | DSB        | Besetzung: Ehle, Jensen, Kirchmann, Dohanetz Produktion: Ehle/Kirchmann Barbara Thalheim & Pankow |

### Livealben
| Jahr | Titel                         | Musiklabel | Anmerkungen |
| ---- | ----------------------------- | ---------- | --- |
| 1989 | Paule Panke (live 1982)       | Amiga      | Mitschnitt vom 4. Februar 1982 |
| 2004 | Wieder auf der Straße         | Amiga      | Doppel-CD |
| 2016 | Aufruhr in den Augen reloaded | Buschfunk  | Doppel-CD, Mitschnitt vom 12. und 13. November 2016                                                                                    |
| 2024 | Pankow Live 2023 und 1984     | Buschfunk  | Doppel-CD, Mitschnitt vom 19.11.2023 im Kesselhaus der Kulturbrauerei Berlin und 22.08.1984 im Kino Theater der Freundschaft Magdeburg |

### Kompilationen
| Jahr | Titel                        | Musiklabel    | Anmerkungen |
| ---- | ---------------------------- | ------------- | ----------- |
| 1991 | 10 Jahre Pankow              | Gala Classics |             |
| 1995 | Wetten, Du willst – die Hits | Amiga         |             |
| 1999 | Rock’n’Roll im Stadtpark     | Amiga         |             |
| 2005 | Komm, Karlineken, komm …     | Sony          |             |
| 2011 | In Aufruhr                   | Sony          |             |

### Soundtracks
| Jahr | Titel                             | Musiklabel      | Anmerkungen                                                                                       |
| ---- | --------------------------------- | --------------- | ------------------------------------------------------------------------------------------------- |
| 1994 | Clockwork Orange – Der Soundtrack | Eigenproduktion | nachbearbeitete Studioaufnahmen für die Bühnenproduktion von Clockwork Orange am Theater Eisleben |

### Promo-Alben
| Jahr | Titel            | Musiklabel      | Anmerkungen     |
| ---- | ---------------- | --------------- | --------------- |
| 1999 | Pankow 1983–1999 | Carlton Records | Promo Doppel-CD |

## Singles
| Jahr | Titel                                                          | Musiklabel | Anmerkungen                                                               |  |
| ---- | -------------------------------------------------------------- | ---------- | ------------------------------------------------------------------------- |  |
| 1982 | Egal / Inge Pawelczik                                          | Amiga, RCA | Bei RCA Titel in umgekehrter Reihenfolge                                  |  |
| 1983 | Die wundersame Geschichte von Gabi / Rock’n’ Roll im Stadtpark | Amiga      |                                                                           |  |
| 1985 | Er will anders sein / Wetten du willst                         | Amiga      |                                                                           |  |
| 1985 | Isolde / Gut Nacht                                             | Amiga      |                                                                           |  |
| 1986 | Wetten du willst / Er will anders sein                         | Teldec     |                                                                           |  |
| 1988 | Langeweile / Aufruhr in den Augen                              | BMG        |                                                                           |  |
| 1996 | Am Rande vom Wahnsinn / Rita                                   | Grauzone   |                                                                           |  |
| 2024 | Bis zuletzt                                                    | Buschfunk  | digital und auf dem Livealbum [Pankow Live 2023 und 1984] mit 2 Versionen |  |

## Jahreshitparade der DDR
| Jahr | Titel Album                                    | Höchstplatzierung, Gesamtwochen, AuszeichnungChartsChartplatzierungen (Jahr, Titel, Album, Platzierungen, Wochen, Auszeichnungen, Anmerkungen) | Anmerkungen |
| Jahr | Titel Album                                    | DDR | Anmerkungen |
| ---- | ---------------------------------------------- | --- | ----------- |
| 1982 | Werkstattsong Kille Kille                      | DDR16DDR |             |
| 1982 | Inge Pawelczik Kille Kille                     | DDR44DDR |             |
| 1983 | Die wundersame Geschichte von Gabi Kille Kille | DDR15DDR |             |
| 1983 | Werkstattsong Kille Kille                      | DDR19DDR |             |
| 1983 | Lied von der See’nsucht Kille Kille            | DDR23DDR |             |
| 1984 | Er will anders sein Keine Stars                | DDR17DDR |             |
| 1984 | Das Mädchen und die Motte Lotte Kille Kille    | DDR34DDR |             |
| 1985 | Gute Nacht Keine Stars                         | DDR40DDR |             |
| 1985 | Er will anders sein Keine Stars                | DDR42DDR |             |
| 1985 | Wetten, Du willst Keine Stars                  | DDR43DDR |             |
| 1986 | Isolde Keine Stars                             | DDR34DDR |             |
| 1986 | Doris Keine Stars                              | DDR48DDR |             |
| 1989 | Gib mir ein Zeichen Aufruhr in den Augen       | DDR9DDR |             |
| 1989 | Langeweile Aufruhr in den Augen                | DDR14DDR |             |

Anmerkung: In der DDR gab es keine Charts. Die Liste der Jahreshitparade der DDR wurde erst nach dem Ende der DDR erstellt.

## Videoalben
| Jahr | Titel                                | Musiklabel | Anmerkungen |
| ---- | ------------------------------------ | ---------- | --- |
| 1992 | 10 Jahre Pankow                      | Telekult   | Konzert vom 13. Dezember 1991                                                                                         |
| 2004 | Die wundersame Geschichte von Pankow | Amiga      | enthält Pankow Biografie, Konzert von 2004, Videoclips, sowie einen 47-minütiger Mitschnitt von Paule Panke live 1982 |

## Boxsets
| Jahr | Titel                    | Musiklabel | Anmerkungen                                                                                    |
| ---- | ------------------------ | ---------- | ---------------------------------------------------------------------------------------------- |
| 2004 | Die Original AMIGA-Alben | Amiga      | enthält Kille Kille, Hans im Glück, Keine Stars, Aufruhr in den Augen, Paule Panke (live 1982) |